# Takiukum
Takiukum är en ort i Mexiko.   Den ligger i kommunen Chenalhó och delstaten Chiapas, i den sydöstra delen av landet, 800 km öster om huvudstaden Mexico City. Takiukum ligger 1 587 meter över havet och antalet invånare är 333.
Terrängen runt Takiukum är bergig. Runt Takiukum är det tätbefolkat, med 319 invånare per kvadratkilometer. Närmaste större samhälle är Pantelhó, 11,5 km nordost om Takiukum. I omgivningarna runt Takiukum växer i huvudsak städsegrön lövskog.